# Bandiera della Repubblica Socialista Sovietica Lituana
La prima bandiera della Repubblica Socialista Sovietica Lituana fu adottata nel 1940. Il vessillo utilizzato dal 15 luglio 1953 al 1988 era composto dal classico sfondo rosso, comune a tutte le Repubbliche dell’URSS, con la falce e martello dorati e il contorno dorato di una stella rossa al di sopra di essi. Nella parte inferiore erano visibili una sottile striscia bianca e, alla base, una più ampia in verde. Fu disegnata da Antanas Žmuidzinavičius.

## Storia
Nella prima RSS lituana, il vessillo adottato corrispose a una semplice bandiera in tinta completamente rossa, corrispondente a quella più in futuro adottata dalla RSS Lituano-Bielorussa.
La prima bandiera adottata dalla seconda RSS lituana fu adottata il 30 luglio 1940. Essa era rossa con la falce e martello sul lato superiore sinistro e la scritta dorata in alfabeto latino LIETUVOS TSR (RSS lituana, in lituano) in carattere sans-serif.
Il 15 luglio 1953, fu adottata una nuova bandiera. Furono apportate le modifiche anche per tutte le altre repubbliche socialiste sovietiche, come richiesto dal governo di Mosca. La parte rossa occupava i 2⁄3 del vessillo, compresi gli spazi occupati dalla falce e martello e dalla stella rossa. La parte inferiore poteva invece essere personalizzata da ogni repubblica. La Lituania aggiunse una piccola striscia bianca (1 ⁄ 12 di grandezza rispetto alla bandiera totale) e una più ampia in verde (1 / 4 di grandezza). Le due strisce dovevano rappresentare gli spazi verdi e le foreste del Paese, le quali costituivano la base per la produzione agricola e quella industriale e coprivano, come anche attualmente, gran parte del territorio nazionale.
Il 18 novembre 1988, fu adottato il tricolore della Lituania, assolutamente simile a quello ad oggi adottato dal Paese baltico: tale adozione avvenne dunque persino prima della dichiarazione d’indipendenza del marzo 1990. Il Soviet Supremo della RSS Lituana, ispirandosi agli schemi del movimento indipendentista Sąjūdis, modificò la costituzione e adotto la bandiera tricolore della Lituania utilizzata nel periodo interbellico: dal 1920 al 1940, la Repubblica di Lituania fu infatti Stato sovrano.

## Bandiere storiche

Bandiera della Repubblica Socialista Sovietica Lituana (1918-1919)
Bandiera della Repubblica Socialista Sovietica Lituana dal 1940 al 1953
Bandiera della RSS lituana fino al 1988
Possibile "bandiera di transizione" 1987-1988
Bandiera della RSS lituana dal 1988 e della Lituania indipendente dal 1990 al 1991